# 中日本ハイウェイ・エンジニアリング東京
中日本ハイウェイ・エンジニアリング東京株式会社（なかにほんハイウェイ・エンジニアリングとうきょう）は、東京都新宿区西新宿に本社を置く建設コンサルタント会社である。中日本高速道路株式会社が管理運営する高速道路、自動車専用道路のうち、東京支社および八王子支社管内の保全点検業務を行なっている。
中日本高速道路株式会社（NEXCO中日本）の完全子会社（連結子会社）。

## 概要
中日本高速道路株式会社の東京支社、八王子支社管内の高速道路・自動車専用道路の保守点検業務や、サービスエリア・パーキングエリアの施設・環境点検業務を行っている。
主な事業区間は東名高速道路、新東名高速道路、中央自動車道、首都圏中央連絡自動車道の首都圏部分であり、該当エリアにおける保守点検を通じて国民の大事な財産である大動脈道路を守り、安心・安全で快適な道路環境を維持し、ひいては日本経済の維持・発展、国民の豊かな暮らしに貢献している。
スローガンは「もっと安全に、もっとスムーズに」が制定されている。ブランドカラーは中日本高速道路株式会社と同じく「ネクスコ・オレンジ」と呼ばれるオレンジ色。同社では、中部日本エリアの活発なにぎわいをイメージした、力強くいきいきとしたオレンジ色としている。

## 沿革
- 1972年9月22日 - 関東エリアの高速道路の保全点検業務を専門とする企業として、前身・東エン株式会社が設立。
- 1998年12月31日 - ISO 9000取得。
- 2007年12月12日 - 中日本高速道路が東エン株式会社の株式を完全取得し、中日本高速道路のグループ企業となる。
- 2007年12月25日 - 中日本ハイウェイ・エンジニアリング東京株式会社に商号を変更。
- 2011年1月29日 - ISO 14001取得。
- 2015年12月26日 - ISO 39001取得。

## 組織

### 本社部署
- 監査部
- 技術推進・指導部
- 経営企画部
- 総務部
- 安全品質管理部
- 人事部
- 技術営業部
- 土木統括部
- 土木管理部
- 土木技術部
- 土木情報技術部
- 施設統括部
- 施設管理部
- 施設工事部
- 施設技術部
- 施設データサイエンス部

### 現場事務所
- 技術研修所
- 橋本道路技術事務所
- 静岡道路技術事務所
- 東名高速事務所
- 横浜道路事務所
- 伊勢原道路事務所
- 御殿場道路事務所
- 富士道路事務所
- 静岡道路事務所
- 浜松道路事務所
- 中央高速事務所
- 八王子道路事務所
- 大月道路事務所
- 甲府道路事務所
- 松本道路事務所
- 臨港道路事業所

## 事業範囲
中日本高速道路株式会社が管理運営する高速道路、自動車専用道路のうち、東部分（東京支社および八王子支社管内（合計 897.2km））の保全点検業務を行なっている。なお、西部分（名古屋支社および金沢支社管内）の保守点検は中日本ハイウェイ・エンジニアリング名古屋が担当している。
中日本ハイウェイ・エンジニアリング東京の管轄管内には、東名高速道路や中央自動車道、首都圏中央連絡自動車道の首都圏部分があり、全国の高速道路渋滞箇所の上位箇所となっている。

## 管理する道路

### 事業道路一覧
※路線番号順
- 首都圏中央連絡自動車道（茅ヶ崎JCT～あきる野IC）47.7 km
- 東名高速道路（東京IC～豊川IC）269.0 km
- 新東名高速道路（海老名南JCT～新秦野IC）21.0 km
- 新東名高速道路（新御殿場IC～新城IC）164.2 km
- 長野自動車道（岡谷JCT～安曇野IC）33.0 km
- 中央自動車道（高井戸IC～岡谷JCT、岡谷JCT～伊北IC）195.9 km
- 中部横断自動車道（六郷IC～双葉JCT）25.3 km
- 中部横断自動車道（新清水JCT～富沢IC）20.7 km
- 清水連絡路（清水JCT～新清水JCT）4.5 km
- 安房峠道路（平湯IC～中ノ湯IC）5.6 km
- 中央自動車道（大月JCT～河口湖IC）22.9 km
- 東富士五湖道路（富士吉田IC～須走IC）18.0 km
- 引佐連絡路（三ヶ日JCT～浜松いなさJCT）12.7 km
- 新湘南バイパス（藤沢IC～茅ヶ崎海岸IC）8.7 km
- 西湘バイパス（西湘二宮IC～箱根口IC、石橋IC）16.3 km
- 小田原厚木道路（小田原西IC～厚木IC）31.7 km

## 対外関係

### オフィシャルスポンサー
- 清水エスパルス
- 松本山雅FC
- ヴァンフォーレ甲府
- 横浜キヤノンイーグルス
- 東京羽田ヴィッキーズ

## 関連会社
- 中日本高速道路株式会社 - 親会社
- 中日本ハイウェイ・エンジニアリング名古屋株式会社（略称:エンジ名古屋）- 中日本高速道路名古屋支社・金沢支社管内で同業務を行う企業。中日本高速道路管内ではエンジ東京とエンジ名古屋の2社が保守点検を行なっている。